# Aureliano Milani

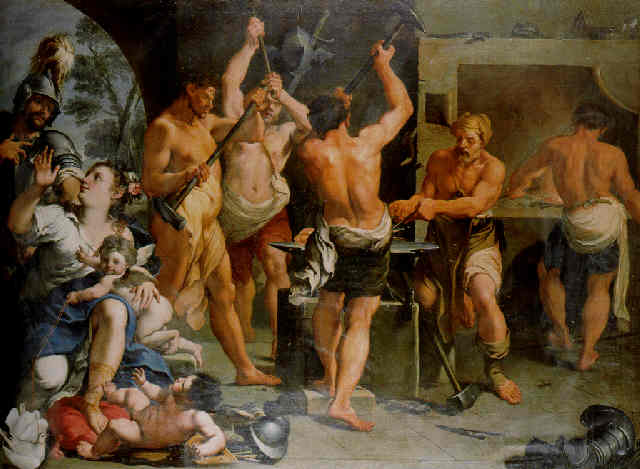
Venus y Marte en la forja de Vulcano.

Aureliano Milani (Bolonia, 1675 - Roma, 1749), pintor italiano activo durante el Barroco tardío.

## Biografía

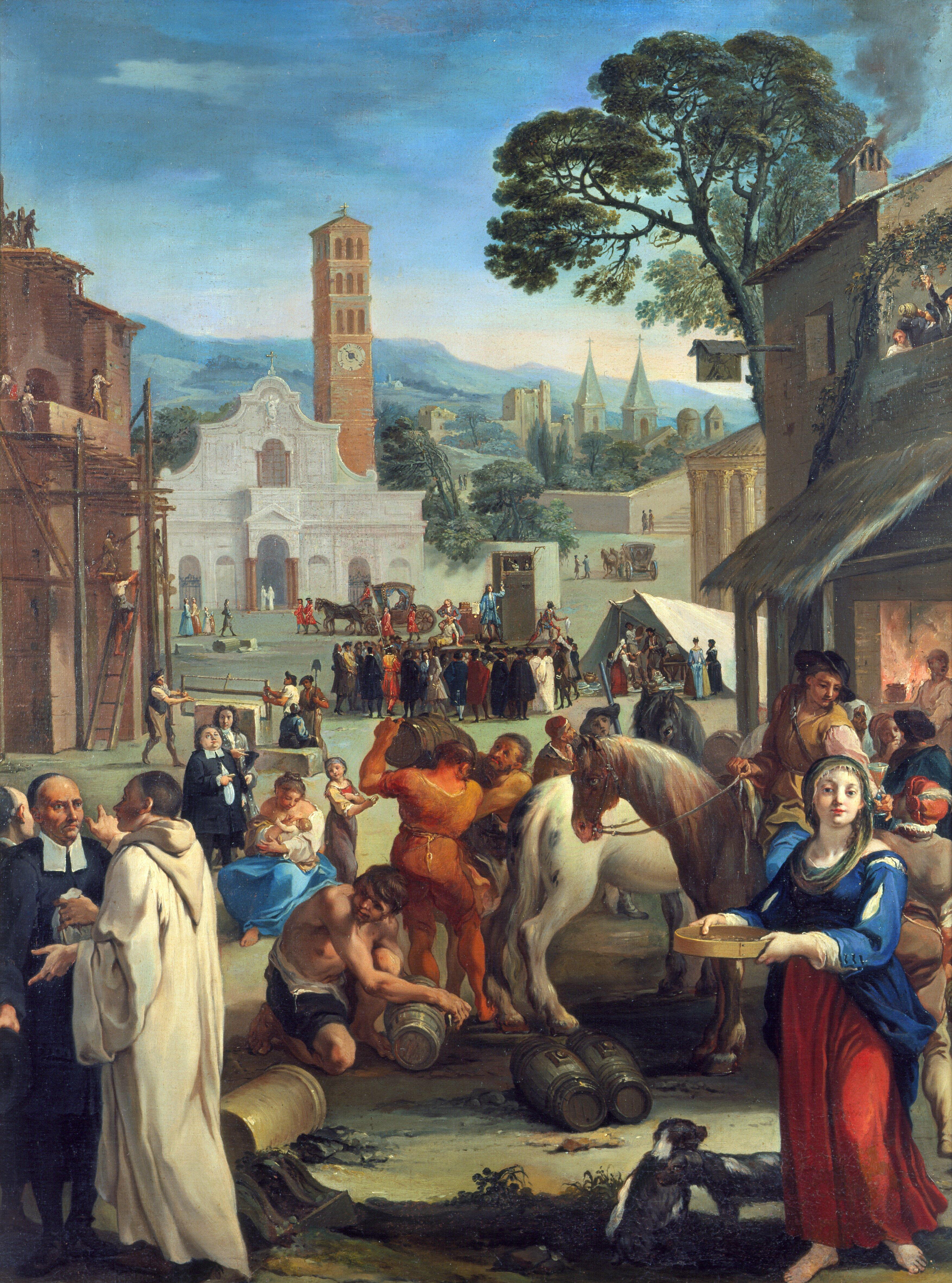
El Mercado, Pesaro, Fondazione G. Rossini.

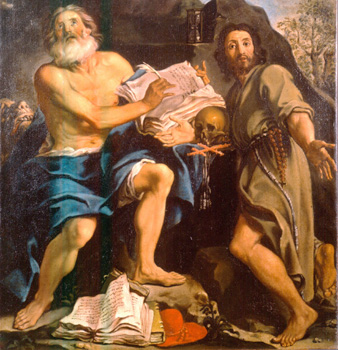
San Jerónimo y el beato Napoleone Ghisilieri, Bolonia, Museo Civico d'Arte Antica.

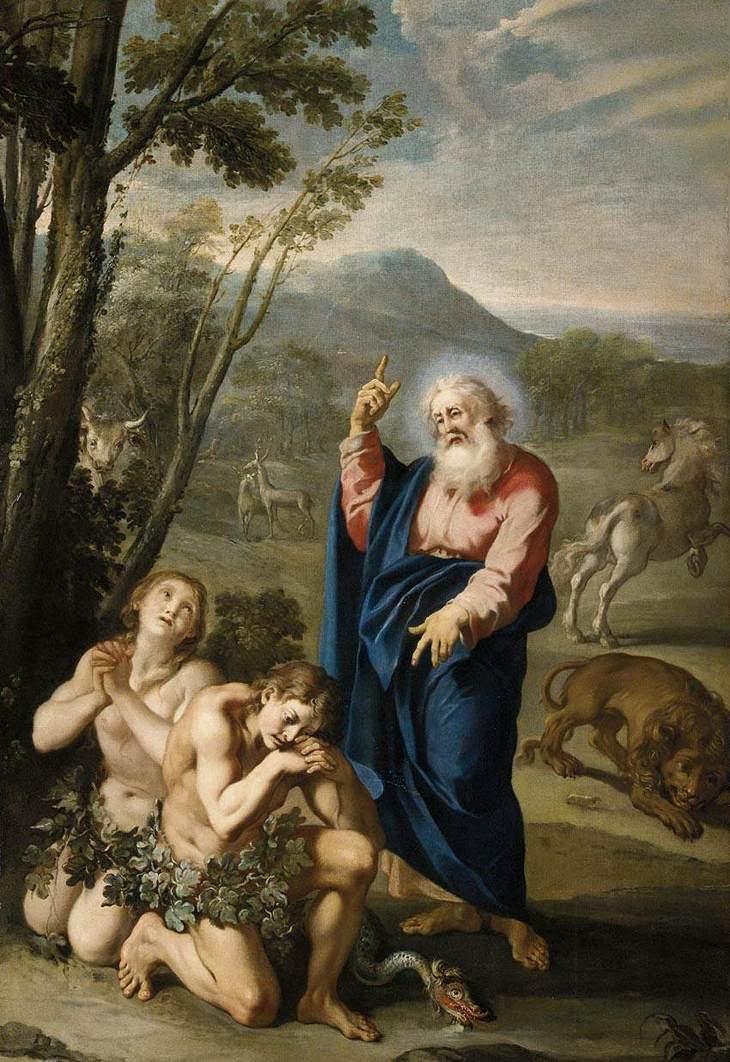
Expulsión de Adán y Eva del Paraíso.

Aunque comenzó su formación como alumno de su tío Giulio Cesare Milani y después de Lorenzo Pasinelli y Cesare Gennari, su estilo como artista se alejó del de dichos maestros. De una manera consciente intentó acercarse a la manera de hacer de los Carracci. Estudió de manera concienzuda los frescos que Annibale y Agostino Carracci habían ejecutado en los palacios Magnani y Fava casi ochenta años antes. La protección del conde Alessandro Fava le permitió un total acceso a dichas obras. Realizó copias de las más famosas obras de los Carracci, intentando emular las vigorosas figuras masculinas que los hermanos habían incluido en sus grandes composiciones. Sin embargo, nunca fue un gran colorista, y sus contemporáneos le criticaron por ello.
Milani acabó estableciéndose en Roma (1719), aunque dejó a su numerosa familia en Bolonia. En la capital de los papas obtuvo numerosos encargos y estableció relación con otros artistas como Domenico Maria Muratori y Donato Creti. En Bolonia dejó numerosos discípulos, como Antonio Gionima y Giuseppe Marchesi, il Sansone.
En la decoración al fresco de la Galleria del Palazzo Doria Pamphili de Roma dejó su propia versión del arte carracesco, hecha con gracia y desenvoltura.

## Obras destacadas
- Historias de Sansón (1718-22, Banca Popolare dell'Emilia Romagna)
- El Mercado (Fondazione Gioachino Rossini, Pesaro)
  - Sansón derrota a los filisteos
  - Sansón se lleva las puertas de Gaza
  - Sansón es privado de su fuerza por Dalila
  - Sansón atado a la piedra del molino
- Adán y Eva son expulsados del Paraíso (Colección particular)
- San Jerónimo y el beato Napoleone Ghisilieri (Museo Civico d'Arte Antica, Bolonia)
- San Luis Gonzaga y los apestados (Kunsthistorisches Museum, Viena)
- Decapitación del Bautista (1732, San Bartolomeo dei Bergamaschi, Roma)
- Frescos de la Galleria del Palazzo Doria Pamphili (1732, Roma)